# Maria Stefanopoulou
Maria Stefanopoulou (griechisch Μαρία Στεφανοπούλου, * 17. Juni 1999) ist eine griechische Leichtathletin, die sich auf den Weitsprung spezialisiert hat.

## Sportliche Laufbahn
Erste internationale Erfahrungen sammelte Maria Stefanopoulou im Jahr 2018, als sie bei den U20-Balkan-Meisterschaften in Istanbul mit 5,76 m den siebten Platz im Weitsprung belegte. 2021 schied sie bei den U23-Europameisterschaften in Tallinn mit 5,82 m in der Qualifikationsrunde aus und 2023 belegte sie bei den Balkan-Meisterschaften in Kraljevo mit 5,98 m den neunten Platz. Im Jahr darauf gelangte sie bei den Balkan-Hallenmeisterschaften in Istanbul mit 6,14 m auf den sechsten Platz. Ende Mai belegte sie bei den Freiluft-Balkan-Meisterschaften in Izmir mit 6,28 m den fünften Platz. 2025 erreichte sie bei den Balkan-Hallenmeisterschaften in Belgrad mit 5,85 m Rang sieben.
2024 wurde Stefanopoulou griechische Hallenmeisterin im Weitsprung.